# Meizhou
För andra betydelser, se Meizhou (olika betydelser).
Meizhou, tidigare känt som Kaying, är en stad på prefekturnivå i provinsen Guangdong i Folkrepubliken Kina. Den ligger omkring 300 kilometer öster om provinshuvudstaden Guangzhou.

## Historia
Orten har fått sitt namn från Meifloden och det kinesiska ordet för ume-plommon (méi 梅). Meizhou grundades som en prefektur med namnet Jingzhou under södra Handynastin (917-971). Namnet ändrades till Meizhou under den norra Songdynastin (960-1127) och till Jiaying (Kaying med kinesisk postromanisering) under Qingdynastin (1644–1911). Efter flera olika gränsomdragningar blev orten Meizhou stad 1988.

## Kultur
Staden är kulturellt centrum för hakka-folket i provinsen och den dialekt som talas i häradena Mei och Dabu brukar betraktas som standard för hakka-dialekten.

## Administrativ indelning
Meizhou består av två stadsdistrikt, fem härad och en stad på häradsnivå:
| Meizhou                                                         | Meizhou   | Meizhou       | Meizhou            | Meizhou           | Meizhou   | Meizhou                       |
| --------------------------------------------------------------- | --------- | ------------- | ------------------ | ----------------- | --------- | ----------------------------- |
| Meijiang Meixian Xingning Fengshun Wuhua Pingyuan Jiaoling Dabu |           |               |                    |                   |           |                               |
| Namn                                                            | Kinesiska | Pinyin        | Typ                | Befolkning (2020) | Yta (km²) | Befolknings- täthet (inv/km²) |
| Meijiang                                                        | 梅江区    | Méijiāng qū   | Stadsdistrikt      | 435 616           | 571       | 763                           |
| Meixian                                                         | 梅县区    | Méixiàn qū    | Stadsdistrikt      | 556 735           | 2 477     | 225                           |
| Dabu                                                            | 大埔县    | Dàbù xiàn     | Härad              | 330 948           | 2 462     | 134                           |
| Fengshun                                                        | 丰顺县    | Fēngshùn xiàn | Härad              | 478 731           | 2 706     | 177                           |
| Wuhua                                                           | 五华县    | Wǔhuá xiàn    | Härad              | 916 961           | 3 238     | 283                           |
| Pingyuan                                                        | 平远县    | Píngyuǎn xiàn | Härad              | 190 482           | 1 374     | 139                           |
| Jiaoling                                                        | 蕉岭县    | Jiāolǐng xiàn | Härad              | 184 355           | 962       | 192                           |
| Xingning                                                        | 兴宁市    | Xīngníng shì  | Stad på häradsnivå | 779 411           | 2 075     | 375                           |

## Klimat
Genomsnittlig årsnederbörd är 2 004 millimeter. Den regnigaste månaden är maj, med i genomsnitt 420 mm nederbörd, och den torraste är oktober, med 23 mm nederbörd.